# András Dugonics
Dans le nom hongrois Dugonics András, le nom de famille précède le prénom, mais cet article utilise l’ordre habituel en français András Dugonics, où le prénom précède le nom.
András Dugonics ([ˈɒndraːʃ], [ˈdugonitʃ], en croate : Andrija Dugonić), né le 17 octobre 1740 et mort le 25 juillet 1818 à Szeged, était un écrivain hongrois piariste et professeur des universités. 

## Biographie
Entré dans l'ordre des piaristes, puis dans l'enseignement  en diverses villes, il ne cessa de rendre des services éminents à la langue magyare et à la littérature populaire. Pour montrer que son idiome maternel se prêtait à la culture scientifique, il employa dans la rédaction d'un manuel de mathématiques (1784), aussi bien dans la composition de deux poèmes classiques sur Troie et sur Ulysse (1774-1780). Puis il publia (1788) son roman d'Etelka, récit des premiers temps de l'histoire nationale, bientôt suivi d'autres romans et de plusieurs drames historiques, qui contribuèrent puissamment à développer le sentiment patriotique hongrois.